# Guerra Civil na República do Congo (1993–1994)
A Primeira Guerra Civil na República do Congo foi um conflito entre milícias rivais lideradas pelo político Bernard Kolelas, pelo ex-primeiro-ministro Pascal Lissouba e pelo ex-presidente Denis Sassou-Nguesso. Foi uma das quatro ocorrências de milícias lutando na República do Congo, ou Congo-Brazzaville. Os confrontos entre milícias foram o resultado direto de reivindicações não resolvidas de fraude eleitoral na eleição presidencial de 1992. A Primeira Guerra Civil na República do Congo e a década de conflito que se seguiu moldaram a história da moderna República do Congo, e a violência resultou na morte de mais de 12.000 pessoas e no deslocamento de mais 860.000.

## Antecedentes

### Pós-Independência
Pouco depois de conquistar a independência em 1964, a República do Congo experimentou um "período de grande instabilidade", no qual os militares e o poder executivo de seu Estado de partido único entraram em conflito várias vezes. Alguma resolução surgiu na forma do coronel Denis Sassou-Nguesso, um governante autocrático que assumiu o poder em 1979 e supervisionou uma década de crescimento econômico centrado na indústria do petróleo e reparações nas relações com a França, a antiga potência colonial do Congo-Brazzaville. Enquanto mantinha a estabilidade oferecendo posições no governo para as elites de todo o país, ele também transformou o país em um "Estado rentista neopatrimonial", redistribuindo o dinheiro do petróleo para aliados e possíveis apoiadores de seu regime em troca de educação e emprego.

### Eleições de 1992 e o impulso para a democracia

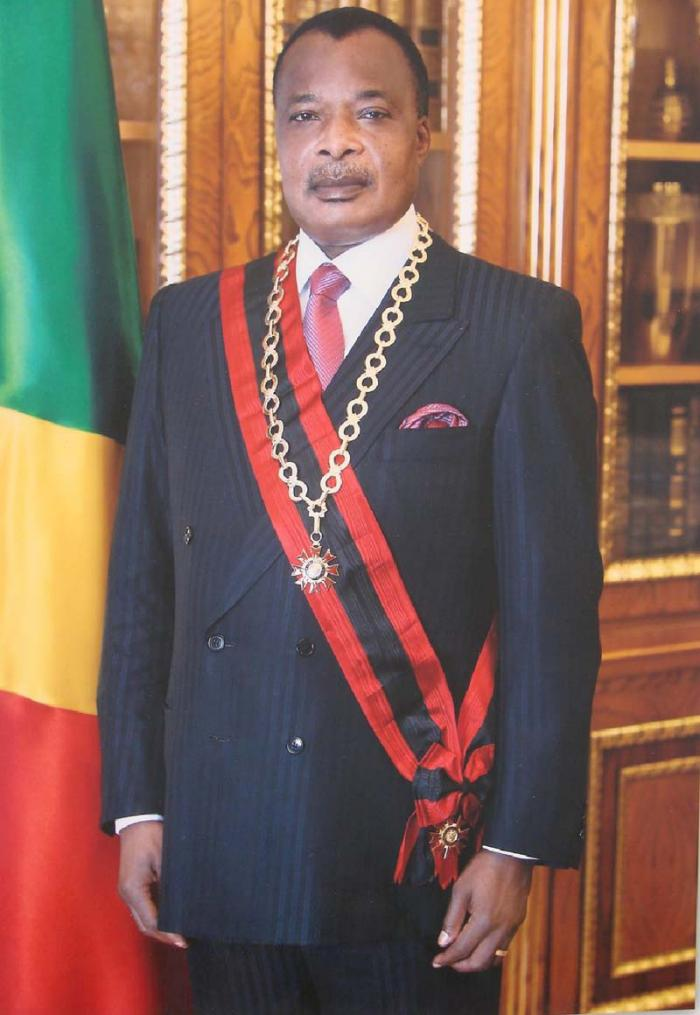
Denis Sassou-Nguesso, ex-presidente do Congo-Brazzaville

Após uma pressão internacional pela democratização nos países francófonos, o Presidente Sassou-Nguesso renunciou em 1992. No entanto, em vez de ser uma oportunidade para moldar uma democracia duradoura, as eleições de 1992 foram amplamente consideradas como uma chance de assumir o controle das reservas petrolíferas do país. Sassou-Nguesso concorreu à eleição para chefiar o novo governo contra Pascal Lissouba, ex-primeiro-ministro, e Bernard Kolelas. Lissouba venceu a eleição devido ao fato de sua base eleitoral no sul ter o maior peso demográfico.

### Governo sob Lissouba
Lissouba inicialmente governou um governo de coalizão em parceria com Sassou-Nguesso, que tinha uma base forte, mas não apoio numérico suficiente para vencer as eleições iniciais. No entanto, quando Lissouba se recusou a adotar o modelo de governo de Estado rentista de Sassou, este último deixou a coalizão. Lissouba não deu a nenhum dos partidários de Sassou posições de destaque no gabinete, o que privou Sassou de acesso as "principais fontes de renda e patrocínio do petróleo". Sem a ajuda de Sassou, Lissouba lutou para manter o controle e estabeleceu uma força de segurança privada para manter-se seguro no poder. A situação evoluiu rapidamente quando Kolelas considerou a criação de uma milícia como um ato de agressão e criou uma própria, atraindo jovens de sua própria origem geográfica e aprofundando as divisões étnicas dentro do governo. Em 1992, Lissouba respondeu à deserção de Sassou, que o privou da maior parte de seu poder parlamentar, dissolvendo o próprio parlamento. Sassou convocou uma nova eleição em 1993, esperando vencer por uma margem esmagadora para solidificar seu poder. Em vez disso, Lissouba ganhou quarenta e nove assentos, e Kolelas e Sassou-Nguesso juntos ganharam sessenta e dois. Kolelas decidiu boicotar o segundo turno da votação e exortou seus apoiadores a fazerem o mesmo, incitando-os e também os membros de sua milícia à desobediência civil e à violência com alegações de fraude.

## Confrontos entre milícias
Nos meses seguintes, as milícias se enfrentariam repetidamente, muitas vezes levando a hostilidade aos municípios locais, ao invés de sua oposição militar. Os Cobras de Sassou-Nguesso e os Ninjas de Kolelas geralmente se aliavam contra os Cocoyes de Lissouba, mas a violência era complexa e as alianças não muito rígidas. As divisões étnicas desempenharam um papel importante no conflito, que muitas vezes assumiu a forma de estupro e violência contra civis. Tanto durante como após as eleições, Lissouba e Kolelas mascararam sua falta de diferenças políticas ideológicas ao enfatizar o papel da etnia e da origem regional na eleição. Ambos tentaram empregar o "chauvinismo étnico", usando a divisão étnica existente para obter apoio e aprofundar a desconexão no processo.  Os números oficiais afirmam que em cerca de seis meses de conflito, 2.000 pessoas foram mortas, 100-300.000 foram deslocadas e 13.000 casas foram destruídas. Os combates terminaram em julho de 1993 com um cessar-fogo e, um mês depois, os Acordos de Libreville foram acordados para arbitrar os assentos disputados no parlamento e tentar resolver o conflito definitivamente, estabelecendo procedimentos eleitorais mais específicos.

## Nota
- Este artigo foi inicialmente traduzido, total ou parcialmente, do artigo da Wikipédia em inglês cujo título é «Republic of the Congo Civil War (1993–1994)».